# Шебенеры
Шебенеры — исчезнувшее село в Сарпинском районе Калмыкии. Село располагалось при балке Хюре-Сала к юго-западу от озера Батыр-Мала

## История
Дата основания не установлена. Предположительно основано в результате перехода к оседлому образу жизни калмыков Шебенеровского аймака Малодербетовского улуса Калмыцкой степи Астраханской губернии. В 1930-х село относилось к Сарпинскому улусу Калмыцкой АССР, являлось административным центром Шебенеровского сельсовета. 
28 декабря 1943 года калмыки, проживавшие в селе, были депортированы. Село, как и другие населённые пункты Сарпинского района, было передано в состав Сталинградской области. Не позднее 1948 года Шебенеровский сельсовет был упразднён, село включено в состав Обиленского сельсовета. Село отмечено на административной карте Сталинградской области 1956 года. Дата упразднения населённого пункта не установлена. На топографической карте 1985 года отмечено как нежилое